# Eddie Irvine
Edmund Irvine Jr. ou mais conhecido como Eddie Irvine (Newtownards, 10 de novembro de 1965) é um ex-piloto de Fórmula 1 da Irlanda do Norte.

## Carreira
O seu pai, Eddie Irvine Sr. estava envolvido no automobilismo, e a sua irmã, Sonia, também. Mais tarde, foi ela que geriu a carreira do irmão na Fórmula 1. Eddie começou a guiar em 1983, na Fórmula Ford, e em 1987, ganha o campeonato birtânico, bem como o Fórmula Ford Festival, no circuito de Brands Hatch.
Em 1988 chega à Fórmula 3 inglesa, e no ano seguinte, passa para a Fórmula 3000. No ano seguinte, foi correr na Jordan de Fórmula 3000, e as suas prestações ao volante impressionaram Eddie Jordan, mas quando este foi montar a sua equipe de Fórmula 1, no ano seguinte, não levou Irvine com ele. Em vez disso, foi para o Japão, fazer carreira na Fórmula Nippon, onde lá ficou entre 1991 e 1993.

### Jordan (1993 a 1995)

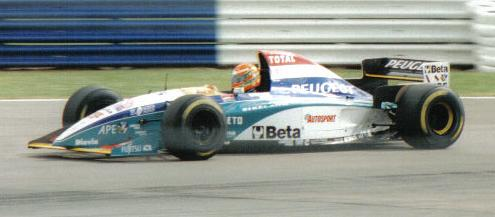
Irvine pela Jordan em 1995.

No GP do Japão de 1993, estreava Eddie Irvine no carro número 15 da Jordan. A prova ficou marcada pela sua competitividade com os demais competidores... e pelo soco que levou de Ayrton Senna após a corrida, que não foi maior porque o engenheiro da McLaren e o diretor comercial da Jordan afastaram o brasileiro do local. O fato do piloto norte-irlandês ter desafiado com manobras arriscadas quer Senna, quer o inglês Damon Hill, ou por ter colocado para fora da pista, o veterano inglês Derek Warwick da Arrows, criou má impressão no estreante piloto. Com tanto atrevimento, na sua primeira prova chega em 6º marcando 1 ponto e termina em 22º na classificação geral. No campeonato de 1994, na primeira etapa, o GP do Brasil, o abusado piloto foi protagonista de mais um enrosco, agora envolvendo três carros numa tacada: o Benetton do holandês Jos Verstappen, o Ligier do francês Eric Bernard e o McLaren do inglês Martin Brundle. Resultado: a FIA suspendeu-o em três corridas. Após cumprir o castigo, a pilotagem de Irvine foi mais moderada. Terminou o ano em 16º com 6 pontos. Em 1995, tendo novamente Barrichello como companheiro de equipe e com a vinda do motor oficial, o Peugeot para o time, Irvine consegue o seu primeiro pódio, um 3º lugar no Canadá.
No GP da Bélgica, Irvine levou um susto. Na 21ª volta, parou para trocar pneus e reabastecer, mas a válvula instalada na boca do tanque de seu carro deixou escapar combustível. O piloto chegou a arrancar, mas quando viu um dos mecânicos correr com um extintor, parou e desceu do carro, que já estava em chamas. O fogo foi debelado imediatamente e ninguém se feriu: Tive problemas para tirar o cinto. Mas um dos mecânicos me ajudou, afirmou Irvine.
Dias após o GP de Portugal, a Ferrari anuncia a contratação de Irvine para a próxima temporada e tendo Michael Schumacher como companheiro de equipe e piloto número um. A notícia surpreendeu os bastidores da categoria na Europa, já que nada apontava, apenas remotas especulações, para o piloto que tinha renovado antes da prova portuguesa com o time de Eddie Jordan. A Ferrari, segundo especulações, pagou US$ 5 milhões à equipe irlandesa como multa rescisória para ter o piloto norte-irlandês.. Em sua última passagem pela Jordan, finaliza o campeonato em 12º lugar com 10 pontos.

### Ferrari (1996 a 1999)

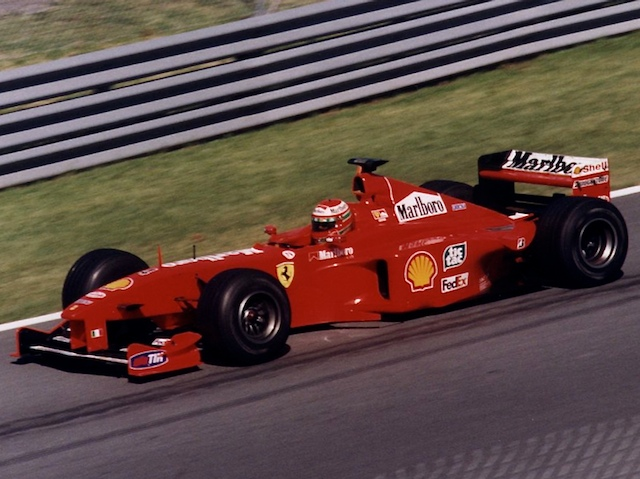
Irvine pela Ferrari em 1999.

Em 1996, no primeiro ano de Ferrari, na corrida de abertura, é 3º no GP da Austrália, o melhor naquele ano. Termina em 10º com 11 pontos.
As coisas mudam um pouco em 1997, onde consegue cinco pódios, sendo o melhor um 2º lugar em Buenos Aires, na Argentina, depois de uma árdua luta pela liderança com o canadense Jacques Villeneuve da Williams; no final do ano, o 7º lugar e os 24 pontos registram a evolução do carro.
No ano de 1998, Irvine auxilia o companheiro de equipe em várias oportunidades, mas já mostra muito mais do que ser escudeiro do alemão. Com oito pódios, três 2º lugares, demonstra a evolução que ele teve durante esse ano. No final de uma temporada dominada pelos McLaren, Irvine consegue o 4º lugar com 47 pontos.
1999, Irvine vence pela primeira vez na carreira logo na abertura, o GP da Austrália, mas claro com os abandonos dos carros da McLaren e o problema na largada de seu companheiro de equipe. Contudo, tudo muda em Silverstone, quando Michael Schumacher bate na Curva Stowe, o GP da Grã-Bretanha fraturando uma das suas pernas, ficando de fora para o resto da temporada. Foi a grande chance de Irvine vencendo três provas. Na última corrida do ano em Suzuka, ele não consegue andar no ritmo do McLaren de Mika Hakkinen, que se tornou bicampeão do mundo. O norte-irlandês teve que se que contentar com o vice-campeonato com 74 pontos, quatro vitórias e nove pódios. Cansado de ser segundo piloto na Ferrari, Irvine fecha com a Jaguar (que comprou a Stewart) para a próxima temporada como primeiro piloto.

### Jaguar (2000 a 2002)

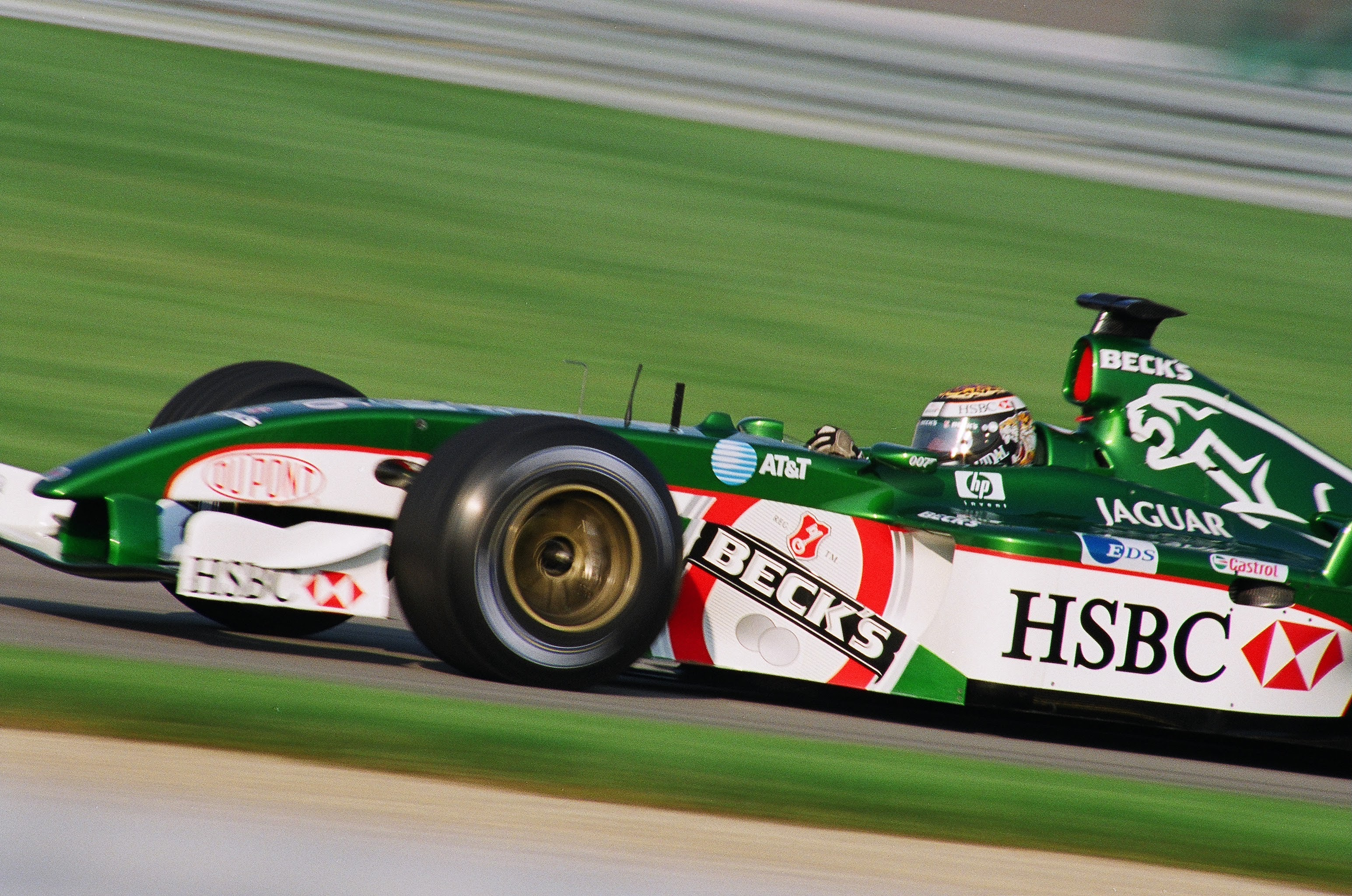
Irvine pela Jaguar em 2002.

Em 2000, com altos investimentos, mas sem chances de acompanhar o ritmo dos carros da McLaren e da Ferrari, o piloto marca apenas 4 pontos e termina em 13º no campeonato.
O ano de 2001, o melhor que obteve foi o 3º lugar no GP de Mônaco. Irvine marca 6 pontos e termina em 12º no campeonato.
Em 2002, assim como nos anos anteriores brigando pelo pelotão intermediário, obtém o 3º em Monza, o GP da Itália, atrás novamente dos carros da Ferrari. Sem muito o que fazer e muitos abandonos, finaliza a temporada com 8 pontos e o 9º lugar no campeonato. Após o termino da temporada, a Jaguar dispensa Irvine e seu companheiro de equipe, o espanhol Pedro de la Rosa, e substituídos para o próximo ano pelo australiano Mark Webber e o brasileiro Antonio Pizzonia.
Em janeiro de 2003, Irvine desistiu de negociar com a Jordan, porque a equipe passava por grandes problemas financeiros e inviabilizou a sua contratação. O piloto norte-irlandês de 37 anos decidiu se aposentar do mundo das corridas.

## Nacionalidade
Por ter nascido na Irlanda do Norte, país constituinte do Reino Unido, Irvine foi cidadão britânico ao longo de sua carreira. Ele também possuía uma licença de corrida emitida pela Autoridade Desportiva Nacional da República da Irlanda (os pilotos não são obrigados a obter sua licença em seu país de origem). Os Regulamentos Desportivos Internacionais da FIA estabelecem que os pilotos que competem no Campeonato Mundial da FIA devem competir sob a nacionalidade do seu passaporte, em vez da nacionalidade da Autoridade Desportiva Nacional que emitiu a sua licença de competição, como é o caso em outras séries de corrida.
Esta situação criou alguma confusão quanto à nacionalidade de Irvine quando ele apareceu nas cerimônias de pódio na Fórmula 1. Durante algumas de suas primeiras aparições no pódio (no Grande Prêmio do Canadá de 1995, no Grande Prêmio da Austrália de 1996, no Grande Prêmio da Argentina de 1997 e no Grande Prêmio de Mônaco de 1997), a bandeira tricolor irlandesa foi hasteada por engano pelos organizadores da corrida. Isso fez com que sua família recebesse ameaças de extremistas. Irvine então solicitou que nas corridas subsequentes, uma bandeira neutra das Irlandas contendo o trevo de três folhas fosse utilizada, e o hino de londonderry fosse tocado em vez do hino britânico após uma vitória. Entretanto a FIA rejeitou o pedido citando seus regulamentos.
Ele se autodenomina irlandês, não britânico.

## Vida pessoal
Irvine ficou conhecido por seus flertes com várias mulheres, incluindo Rachel Hunter, Elizabeth Hurley, Kylie Minogue, Manuela Arcuri, Anouk Voorveld, Karen Mulder, Andrea Verešová, Michelle Doherty, Yvonne Connolly, Jemma Kidd, Kelly Brook, Lady Victoria Hervey, Kate Moss, Pamela Anderson, Katie Price, Luciana Gimenez, Helena Christensen e Tanja Dexters. Ele tem uma filha chamada “Zoe” com sua ex-namorada Maria Drummond.

## Resultados das 24 Horas de Le Mans[15]
| Ano  | Equipe                                       | Nº | Co-Pilotos                    | Chassi                    | Pneus | Classe   | Voltas | Posição | Posição Na Categoria |
| Ano  | Equipe                                       | Nº | Co-Pilotos                    | Motor                     | Pneus | Classe   | Voltas | Posição | Posição Na Categoria |
| ---- | -------------------------------------------- | -- | ----------------------------- | ------------------------- | ----- | -------- | ------ | ------- | -------------------- |
| 1992 | Toyota Team Tom's Kitz Racing Team with SARD | 34 | Roland Ratzenberger Eje Elgh  | Toyota 92C-V              | B     | C2       | 321    | 2º      | 9                    |
| 1992 | Toyota Team Tom's Kitz Racing Team with SARD | 34 | Roland Ratzenberger Eje Elgh  | Toyota R36V 3.6L Turbo V8 | B     | C2       | 321    | 2º      | 9                    |
| 1993 | Toyota Team Tom's                            | 36 | Toshio Suzuki Masanori Sekiya | Toyota TS010              | M     | C1       | 364    | 4       | 4                    |
| 1993 | Toyota Team Tom's                            | 36 | Toshio Suzuki Masanori Sekiya | Toyota RV10 3.5L V10      | M     | C1       | 364    | 4       | 4                    |
| 1994 | SARD Company Ltd.                            | 1  | Mauro Martini Jeff Krosnoff   | Toyota 94C-V              | D     | LMP1/C90 | 343    | 2º      | 1º                   |
| 1994 | SARD Company Ltd.                            | 1  | Mauro Martini Jeff Krosnoff   | Toyota R36V 3.6L Turbo V8 | D     | LMP1/C90 | 343    | 2º      | 1º                   |

## Todos os Resultados de Eddie Irvine na Fórmula 1
(legenda) (Corridas em itálico indica volta mais rápida)
| Ano  | Nome Oficial da Equipe | Chassis       | Motor        | Pneus | 1       | 2       | 3       | 4       | 5       | 6       | 7       | 8       | 9       | 10      | 11      | 12      | 13      | 14      | 15      | 16      | 17      | Pontos | Posição |
| ---- | ---------------------- | ------------- | ------------ | ----- | ------- | ------- | ------- | ------- | ------- | ------- | ------- | ------- | ------- | ------- | ------- | ------- | ------- | ------- | ------- | ------- | ------- | ------ | ------- |
| 1993 | Sasol Jordan           | Jordan 193    | Hart V10     | G     |         |         |         |         |         |         |         |         |         |         |         |         |         |         | JAP 6º  | AUS Ret |         | 1      | 22º     |
| 1994 | Sasol Jordan           | Jordan 194    | Hart V10     | G     | BRA Ret |         |         |         | ESP 6º  | CAN Ret | FRA Ret | GBR NP  | ALE Ret | HUN Ret | BEL 13º | ITA Ret | POR 7º  | EUR 4º  | JAP 5º  | AUS Ret |         | 6      | 16º     |
| 1995 | Total Jordan Peugeot   | Jordan 195    | Peugeot V10  | G     | BRA Ret | ARG Ret | SMR 8º  | ESP 5º  | MON Ret | CAN 3º  | FRA 9º  | GBR Ret | ALE 9º  | HUN Ret | BEL Ret | ITA Ret | POR 10º | EUR 6º  | PAC 11º | JAP 4º  | AUS Ret | 10     | 12º     |
| 1996 | Ferrari                | Ferrari F310  | Ferrari V10  | G     | AUS 3º  | BRA 7º  | ARG 5º  | EUR Ret | SMR 4º  | MON 7º  | ESP Ret | CAN Ret | FRA Ret | GBR Ret | ALE Ret | HUN Ret | BEL Ret | ITA Ret | POR 5º  | JAP Ret |         | 11     | 10º     |
| 1997 | Ferrari Marlboro       | Ferrari F310B | Ferrari V10  | G     | AUS Ret | BRA 16º | ARG 2º  | SMR 3º  | MON 3º  | ESP 12º | CAN Ret | FRA 3º  | GBR Ret | ALE Ret | HUN 9º  | BEL 10º | ITA 8º  | AUT Ret | LUX Ret | JAP 3º  | EUR 5º  | 24     | 7º      |
| 1998 | Ferrari Marlboro       | Ferrari F300  | Ferrari V10  | G     | AUS 4º  | BRA 8º  | ARG 3º  | SMR 3º  | ESP Ret | MON 3º  | CAN 3º  | FRA 2º  | GBR 3º  | AUT 4º  | ALE 8º  | HUN Ret | BEL Ret | ITA 2º  | LUX 4º  | JAP 2º  |         | 47     | 4º      |
| 1999 | Ferrari Marlboro       | Ferrari F399  | Ferrari V10  | B     | AUS 1º  | BRA 5º  | SMR Ret | MON 2º  | ESP 4º  | CAN 3º  | FRA 6º  | GBR 2º  | AUT 1º  | ALE 1º  | HUN 3º  | BEL 4º  | ITA 6º  | EUR 7º  | MAL 1º  | JAP 3º  |         | 74     | 2º      |
| 2000 | Jaguar Racing          | Jaguar R1     | Cosworth V10 | B     | AUS Ret | BRA Ret | SMR 7º  | GBR 13º | ESP 11º | EUR Ret | MON 4º  | CAN 13º | FRA 13º | AUT PO  | ALE 8º  | HUN 8º  | BEL 10º | ITA Ret | EUA 7º  | JAP 8º  | MAL 6º  | 4      | 13º     |
| 2001 | Jaguar Racing          | Jaguar R2     | Cosworth V10 | M     | AUS 11º | MAL Ret | BRA Ret | SMR Ret | ESP Ret | AUT 7º  | MON 3º  | CAN Ret | EUR 7º  | FRA Ret | GBR 9º  | ALE Ret | HUN Ret | BEL Ret | ITA Ret | EUA 5º  | JAP Ret | 6      | 12º     |
| 2002 | Jaguar Racing          | Jaguar R3     | Cosworth V10 | M     | AUS 4º  | MAL Ret | BRA 7º  | SMR Ret | ESP Ret | AUT Ret | MON 9º  | CAN Ret | EUR Ret | GBR Ret | FRA Ret | ALE Ret | HUN Ret | BEL 6º  | ITA 3º  | EUA 10º | JAP 9º  | 8      | 9º      |

## Filmografia
| Ano  | Título                             | Personagem                            | Notas                                                                                       |
| ---- | ---------------------------------- | ------------------------------------- | ------------------------------------------------------------------------------------------- |
| 1999 | Eddie Irvine: Living the Fast Life | Ele mesmo                             | Documentário em VHS sobre os bastidores e a rotina de Irvine durante a temporada 1999 de F1 |
| 2000 | The Big Cats                       | Ele mesmo                             | Documentário da ITV2 sobre a entrada da equipe Jaguar Racing na F1                          |
| 2004 | Um Príncipe em Minha Vida          | Ele mesmo                             | Filme de comédia romântica                                                                  |
| 2004 | Car Crash: The DeLorean Story      | Ele mesmo                             | Documentário da BBC Four sobre a ascensão e queda da DeLorean Motor Company                 |
| 2006 | The Race                           | Ele mesmo / Capitão do time masculino | Reality game show da Sky One                                                                |
| 2009 | In the Footsteps of Blair Mayne    | Apresentador                          | Documentário da BBC Northern Ireland sobre a vida do lendário Blair “Paddy” Mayne           |
| 2021 | Schumacher                         | Ele mesmo                             | Documentário da Netflix sobre a carreira de Michael Schumacher                              |